# Nước lợ
Nước lợ là loại nước có độ mặn cao hơn độ mặn của nước ngọt, nhưng không cao bằng nước mặn. Nó có thể là kết quả của sự pha trộn giữa nước biển với nước ngọt, chẳng hạn như tại các khu vực cửa sông hoặc nó có thể xuất hiện trong các tầng ngậm nước hóa thạch lợ. Một số hoạt động nhất định của con người cũng có thể tạo ra nước lợ, cụ thể là trong một số dự án kỹ thuật xây dựng dân sự như các dạng đê điều ven biển hay việc làm ngập lụt các vùng đất lầy lội ven biển để tạo ra các ao hồ nước lợ để nuôi tôm nước lợ. Nước lợ cũng có thể là chất thải chủ yếu của công nghệ năng lượng gradient độ mặn. Do nước lợ là không thích hợp với sự phát triển của phần lớn các loài thực vật trên đất liền, cho nên nếu không có sự quản lý và kiểm soát thích hợp thì nó có thể gây ra các tổn hại cho môi trường (xem bài về trang trại nuôi tôm).
Khái niệm nước lợ cũng thay đổi tùy theo các quan điểm nhìn nhận. Về mặt kỹ thuật, người Anh-Mỹ cho rằng nước lợ chứa từ 0,5 hoặc 1 tới 17 hoặc 30 gam muối hòa tan trong mỗi lít nước—thông thường được biểu diễn dưới dạng 0,5/1 tới 17/30 phần nghìn (ppt hay ‰). Vì thế, nước lợ bao phủ một khoảng chế độ mặn và nó không thể coi là một điều kiện có thể định nghĩa chính xác. Tuy nhiên, Bách khoa Toàn thư Việt Nam coi nước lợ là nước có độ mặn từ 1 tới 10 g/L hay 1 tới 10 ppt. Một đặc trưng của nhiều bề mặt nước lợ là độ mặn của chúng có thể dao động mạnh theo thời gian và/hoặc không gian.
| Độ mặn của nước dựa trên các muối hòa tan theo ppt (Việt Nam) | Độ mặn của nước dựa trên các muối hòa tan theo ppt (Việt Nam) | Độ mặn của nước dựa trên các muối hòa tan theo ppt (Việt Nam) | Độ mặn của nước dựa trên các muối hòa tan theo ppt (Việt Nam) |
| Nước ngọt                                                     | Nước lợ                                                       | Nước mặn                                                      | Nước muối                                                     |
| < 1                                                           | 1 - 10                                                        | >10 hoặc >1                                                   | > 50                                                          |
| ------------------------------------------------------------- | ------------------------------------------------------------- | ------------------------------------------------------------- | ------------------------------------------------------------- |

| Độ mặn của nước dựa trên các muối hòa tan theo ppt (Anh-Mỹ) | Độ mặn của nước dựa trên các muối hòa tan theo ppt (Anh-Mỹ) | Độ mặn của nước dựa trên các muối hòa tan theo ppt (Anh-Mỹ) | Độ mặn của nước dựa trên các muối hòa tan theo ppt (Anh-Mỹ) |
| Nước ngọt                                                   | Nước lợ                                                     | Nước mặn                                                    | Nước muối                                                   |
| < 0,5/1                                                     | 0,5/1 - 17/30                                               | 1 - 35                                                      | > 40/50                                                     |
| ----------------------------------------------------------- | ----------------------------------------------------------- | ----------------------------------------------------------- | ----------------------------------------------------------- |

## Môi trường sống nước lợ

### Cửa sông

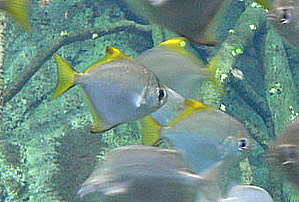
Cá chim khoang (Monodactylus argenteus), một loài cá nước lợ.

Nước lợ có thể coi là hỗn hợp của nước biển và nước ngọt, và các khu vực cửa sông là các vùng nước trong đó nước biển và nước ngọt từ sông đổ ra pha trộn với nhau. Các môi trường sống nước lợ rộng lớn nhất trên thế giới vì thế chính là các khu vực cửa sông, nơi các con sông tiếp giáp với biển.
Chẳng hạn đoạn sông Thames chảy qua London là một vùng cửa sông kinh điển. Thị trấn Teddington nằm cách vài dặm về phía tây London đánh dấu giới hạn của vùng có tác động của thủy triều trên sông Thames, mặc dù con sông này vẫn còn là sông nước ngọt cho tới tận vùng Battersea, gần London hơn (cũng phía tây) do độ mặn trung bình vẫn còn rất thấp và quần cá vẫn bao gồm chủ yếu là các loài cá nước ngọt như cá dầy (Rutilus rutilus), cá đác (phân họ Leuciscinae của họ Cyprinidae), cá chép, cá peca (Perca spp.) và cá chó (Esox spp.). Cửa sông Thames chỉ trở thành vùng nước lợ thật sự trong đoạn nằm giữa Battersea và Gravesend và sự đa dạng của các loài cá nước ngọt trở nên ít đi, chủ yếu chỉ còn lại cá dầy và cá đác, các loài cá biển chịu độ mặn mềm như cá bơn mắt phải, cá sói biển châu Âu (Dicentrarchus labrax), cá đối và cá ốtme trở nên phổ biến hơn. Xa hơn về phía đông, độ mặn tăng dần lên và các loài cá nước ngọt bị thay thế hoàn toàn bằng các loài cá biển chịu độ mặn mềm, cho tới khi con sông này chảy tới Gravesend, tại điểm này các điều kiện trở thành mang tính biển nhiều hơn và quần cá của nó là tương tự như quần cá của biển Bắc cận kề và bao gồm cả các loài cá biển chịu độ mặn mềm lẫn chịu độ mặn cứng. Một kiểu thay thế tương tự cũng có thể quan sát thấy với các loài thực vật thủy sinh hay các loài động vật không xương sống sinh sống trong con sông này.
Kiểu kế tiếp sinh thái này từ các dạng của hệ sinh thái nước ngọt sang nước mặn là thông thường và điển hình cho các cửa sông.Các cửa sông tạo thành các điểm quan trọng trong sự di cư của các dạng cá ngược dòng vào song hay xuôi dòng ra biển để đẻ trứng, chẳng hạn như cá hồi và cá chình, tạo cho chúng một khoảng thời gian để tụ tập thành bầy cũng như để thích nghi dần với sự thay đổi độ mặn. Các loài cá hồi là dạng cá ngược dòng vào song để đẻ, nghĩa là chúng sinh sống ngoài biển nhưng lại bơi vào sông để đẻ trứng trong khi các loài cá chình là dạng cá xuôi dòng ra biển để đẻ, do chúng sinh sống trong các sông suối nước ngọt nhưng phải ra biển để đẻ trứng. Bên cạnh các loài di cư xuôi hay ngược thông qua vùng cửa sông, tại đây còn nhiều loài cá khác sử dụng môi trường cửa sông này như là "vườn ương" để đẻ trứng hay để cá bột có thể nuôi dưỡng và phát triển trước khi chúng đủ cứng cáp để bơi vào các vùng nước khác. Cá trích (Clupeidae) và cá bơn sao châu Âu (Pleuronectes platessa) là hai nhóm cá có tầm quan trọng thương mại sử dụng cửa sông Thames vào mục đích này.
Các cửa sông cũng được sử dụng phổ biến như là nơi đánh bắt cá hay nơi nuôi trồng thủy hải sản. Chẳng hạn các trại nuôi cá hồi Đại Tây Dương (Salmo salar) thông thường hay nằm tại các cửa sông, mặc dù điều này gây ra các tranh cãi, do khi làm như vậy, các trang trại nuôi cá đặt cá hoang dã di cư vào tình trạng dễ bị lây nhiễm một lượng lớn ký sinh trùng, chẳng hạn như rận biển, thoát ra từ các khu quây kín để nuôi cá.

### Rừng đước

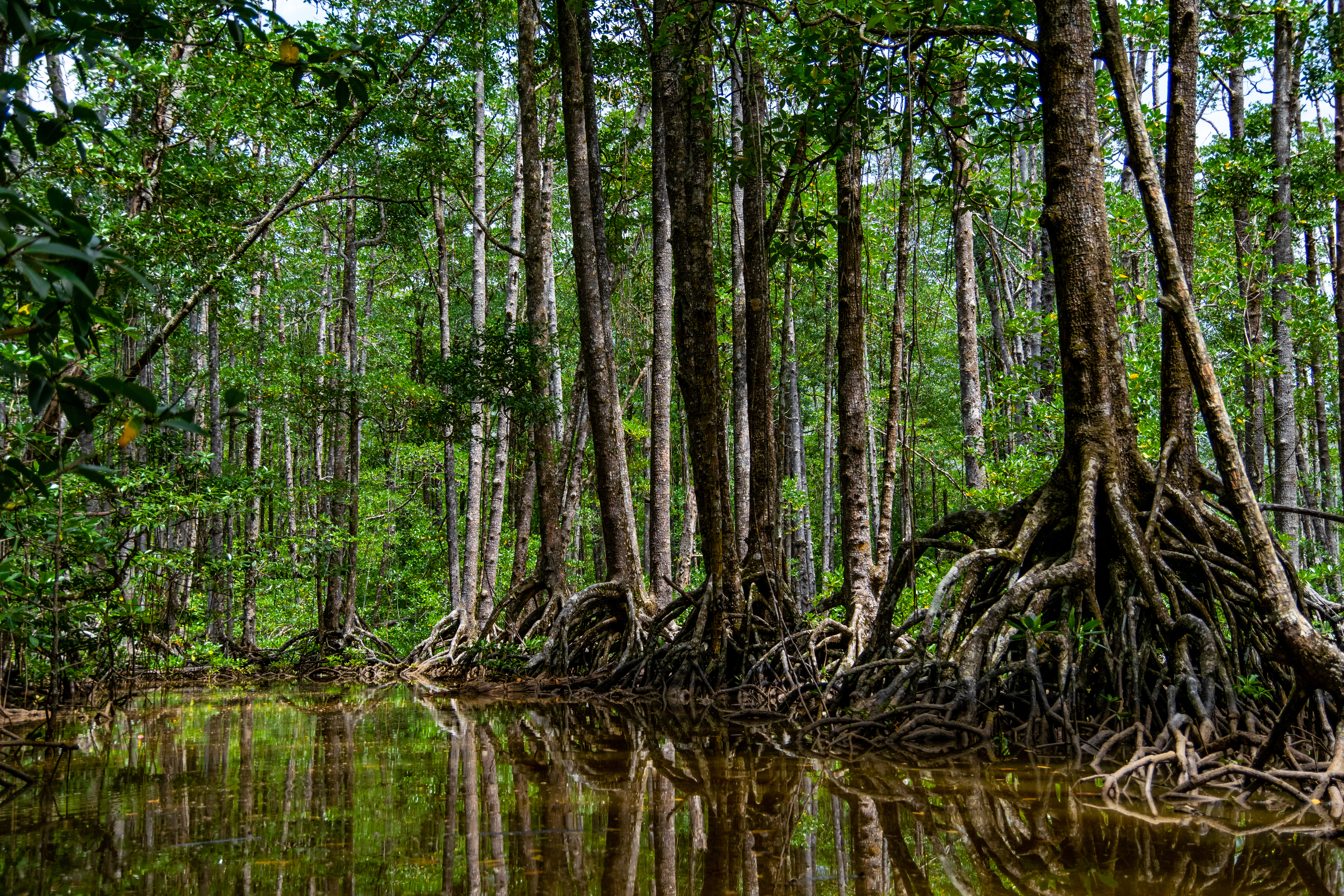
Một khu rừng đước

Một môi trường sống nước lợ quan trọng khác là các đầm lầy sú vẹt. Nhiều, mặc dù không phải tất cả, đầm lầy sú vẹt bám quanh các cửa sông và các phá, trong đó độ mặn thay đổi theo mỗi lần thủy triều. Trong số các cư dân chuyên biệt hóa của các rừng đước là cá bống bùn, các loài cá tìm kiếm các loại thức ăn trong vùng đất lầy lội hay cá măng rổ (họ Toxotidae), các loài cá tương tự như cá vược có cách thức "bắn hạ" côn trùng và các loại động vật nhỏ khác sống trên cây bằng cách phun các giọt nước từ phần miệng chuyên biệt hóa của chúng vào các loại con mồi để chúng rơi xuống nước.
Giống như các cửa sông, các đầm lầy sú vẹt là môi trường sinh sản cực kỳ quan trọng cho nhiều loài cá, chẳng hạn như cá hồng (Lutjanidae), lìm kìm (Hemiramphidae) và cá cháo lớn (Megalopidae) đẻ trứng hay phát triển tại đây. Bên cạnh cá, hàng loạt các động vật khác cũng sử dụng các rừng đước, chẳng hạn như cá sấu Mỹ (Crocodylus acutus), khỉ mũi dài (Nasalis larvatus), rùa lưng kim cương (Malaclemys terrapin) hay ếch ăn cua (Fejervarya cancrivora/Rana cancrivora. Mặc dù thường là các ổ gây bệnh dịch do muỗi hay các loại côn trùng khác và điều đó làm cho các khu rừng đước này trở thành không dễ chịu để viếng thăm, nhưng chúng lại là các vùng đệm rất quan trọng giữa đất liền và biển cả cũng như đóng vai trò quan trọng như là rừng phòng hộ tự nhiên để giảm bớt tác hại của các trận bão hay sóng thần.

### Biển và hồ nước lợ
Một số biển và hồ chứa nước lợ. Biển Baltic là một vùng biển nước lợ nằm cận kề biển Bắc. Nguyên thủy nó là sự hợp lưu của hai hệ thống sông chính trước thế Pleistocen và kể từ đó nó đã bị ngập lụt bởi nước từ biển Bắc dâng lên nhưng vẫn nhận được quá nhiều nước ngọt từ các vùng đất cận kề cho nên nước của nó vẫn là nước lợ. Do nước mặn từ biển vào là nặng hơn so với nước ngọt nên nước trong biển Baltic bị phân tầng, với nước mặn ở phía đáy còn nước ngọt ở bề mặt. Sự pha trộn hạn chế xảy ra do tại đây không có thủy triều cùng các cơn giông bão, với kết quả là quần cá tại vùng nước bề mặt mang tính chất cá nước ngọt trong thành phần trong khi ở phía dưới thì nó lại mang tính chất cá biển nhiều hơn. Cá tuyết (Gadus spp.) là ví dụ về loài cá chỉ tìm thấy tại các vùng nước sâu của biển Baltic, trong khi cá chó lại gắn với các vùng nước bề mặt ít mặn hơn.
Biển Caspi có thể gọi là hồ lớn nhất thế giới và chứa nước lợ với độ mặn chỉ bằng khoảng một phần ba độ mặn của nước biển thông thường. Biển Caspi đáng chú ý vì quần động vật khác thường của nó, bao gồm một trong số ít loài hải cẩu không sống ngoài biển là hải cẩu Caspi (Pusa caspica) và cá tầm lớn, nguồn cung cấp chính của món trứng cá muối Nga nổi tiếng.
Trong biển Đen thì nước bề mặt là nước lợ với độ mặn trung bình khoảng 18 phần nghìn, so với độ mặn từ 30 tới 40 của đại dương. Vùng nước sâu, thiếu oxy của biển Đen có nguồn gốc từ nước mặn và ấm của Địa Trung Hải.

## Các vùng nước lợ đáng chú ý
Biển nước lợ
- Biển Baltic (vùng nước lợ lớn nhất thế giới)
- Biển Caspi (hồ lớn nhất thế giới)
- Biển Đen

Hồ nước lợ

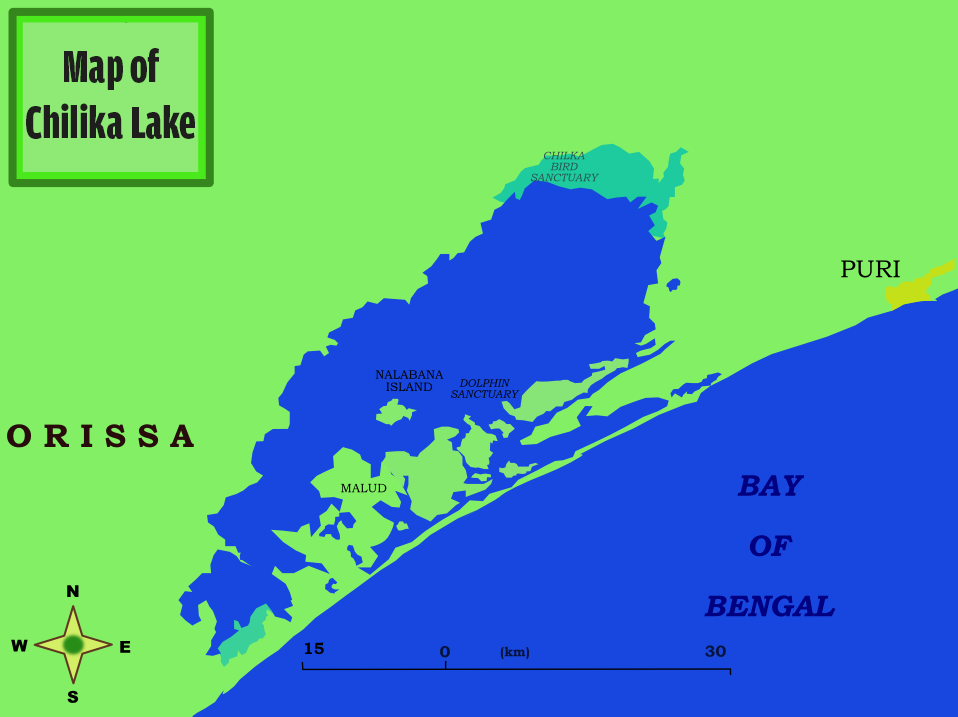
Bản đồ hồ Chilka, hồ lớn nhất tại Ấn Độ, được phân loại như là một vùng nước lợ

- Hồ Charles cận kề thành phố Lake Charles, Louisiana, Hoa Kỳ.
- Hồ Chilka nằm tại bang Orissa, Ấn Độ
- Hồ de Oviedo tại Cộng hòa Dominicana
- Hồ Maracaibo tại bang Zulia, Venezuela
- Hồ Monroe tại Florida, Hoa Kỳ.
- Pangong Tso tại Ladakh, bang Jammu và Kashmir, Ấn Độ
- Hồ Van tại Thổ Nhĩ Kỳ.
- Hồ Long, Scotland
- Hồ Stenness, Scotland
- Hồ Bee, Scotland
- Hồ Obisary, Scotland
- Hồ an Duin, Scotland
- Hồ Scavaig, Scotland

Phá, đầm lầy và châu thổ duyên hải
- Hệ đầm phá Tam Giang-Cầu Hai
- Các hồ Burgas gần vùng duyên hải biển Đen của Bulgaria
- Phá Fleet, Dorset, Anh
- Hồ Kaliveli gần Pondichery, Ấn Độ
- Kerala Backwaters, một loạt các phá và hồ tại bang Kerala, Ấn Độ
- Phá Lagos tại Lagos, Nigeria
- Hồ Pontchartrain, bắc New Orleans, Louisiana, Hoa Kỳ
- Hồ Pulicat, bắc Chennai, Ấn Độ
- Đầm lầy muối Kutch trên biên giới Ấn Độ và Pakistan
- Các phần của chau thổ Rhône, Pháp: Một khu vực biết đến như là Camargue.
- Widewater và phá kín (bị bao vây bởi đất liền) gần Lancing, Anh

Cửa sông
- Sông Amazon đổ nhiều nước ngọt vào Đại Tây Dương và làm giảm độ mặn của đại dương này tới hàng trăm kilômét.
- Vịnh Chesapeake tại Maryland, Hoa Kỳ
- Vịnh Delaware, sự mở rộng của sông Delaware tại New Jersey và Delaware, Hoa Kỳ
- Hampton Roads, Virginia, USA
- Hạ lưu sông Hudson tại New York và New Jersey, Hoa Kỳ
- Sông East, New York, Hoa Kỳ
- Linh Đình Dương (伶仃洋) tại cửa sông Châu Giang, Quảng Đông, Trung Quốc
- Phần Port Royal Sound của quận Beaufort, Nam Carolina, Hoa Kỳ[10].
- Các sông Saint Lawrence và Saguenay, các phần xuôi dòng từ Québec và Saguenay.
- Vịnh San Francisco và vịnh San Pablo cận kề với San Francisco tại bang California, Hoa Kỳ
- Cửa sông Thames tại đông nam Anh.